# George Town, Caymanöarna
George Town är huvudstad i den brittiska ögruppen och kolonin Caymanöarna i Karibiska havet, Västindien. Staden ligger i västra änden av ön Grand Cayman.  År 2010 hade staden 27 704 invånare.
I staden finns betydande finansverksamhet, och turism är en annan viktig näring.

### Fotnoter
1. 1 2  About Cayman Arkiverad 7 augusti 2020 hämtat från the Wayback Machine. Government of Cayman Islands
2. ↑  ”George Town”. Store norske leksikon. http://snl.no/George_Town. Läst 5 januari 2014.